# Atheta cranberriensis

Atheta cranberriensis  (лат.) — вид коротконадкрылых жуков из подсемейства Aleocharinae. Канада.

## Распространение
Встречается в провинции Нью-Брансуик (Канада).

## Описание
Мелкие коротконадкрылые жуки, длина тела 3,2-3,8 мм (узкое, субпараллельные бока). Основная окраска чёрная (голова, пронотум и брюшко) и коричневая (надкрылья, ноги). Большинство взрослых особей были собраны в лиственных и смешанных лесах и  вблизи сезонно затопляемых болот. Найдены в навозе у входа в нору лесного сурка (Marmota monax). Взрослые особи были собраны в мае. Сходен с видом Atheta alesi Klimaszewski & Brunke, но последний мельче размерами: 2,4 — 2,8 мм. Вид был впервые описан в 2016 году канадскими энтомологами Яном Климашевским (Jan Klimaszewski; Laurentian Forestry Centre, Онтарио, Канада) и Реджинальдом Вебстером (Reginald P. Webster). Видовое название дано по имени места нахождения: Cranberry Lake P.N.A. (Protected Natural Area; 46.1125°N, 65.6075°W).